# José Aparecido Gonçalves de Almeida
José Aparecido Gonçalves de Almeida (ur. 21 lipca 1960 w Ourinhos) – brazylijski duchowny katolicki, biskup pomocniczy Brasílii w latach 2013–2023, biskup Itumbiary od 2023. 

## Życiorys
21 grudnia 1986 otrzymał święcenia kapłańskie. Przez kilka lat pracował duszpastersko na terenie diecezji Santo Amaro. W 1994 rozpoczął pracę w sekretariacie Papieskiej Rady ds. Tekstów Prawnych.
14 czerwca 2010 został mianowany przez Benedykta XVI podsekretarzem Papieskiej Rady ds. Tekstów Prawnych zastępując na tym stanowisku Bernarda Hebdę.
8 maja 2013 papież Franciszek mianował go biskupem pomocniczym Brasílii nadając mu stolicę tytularną Enera. Sakry udzielił mu 13 lipca 2013 metropolita Brasilii - arcybiskup Sérgio da Rocha.
13 lipca 2023 został nominowany przez papieża Franciszka biskupem Itumbiary. 